# Denkmalgeschützte Objekte im Okres Revúca

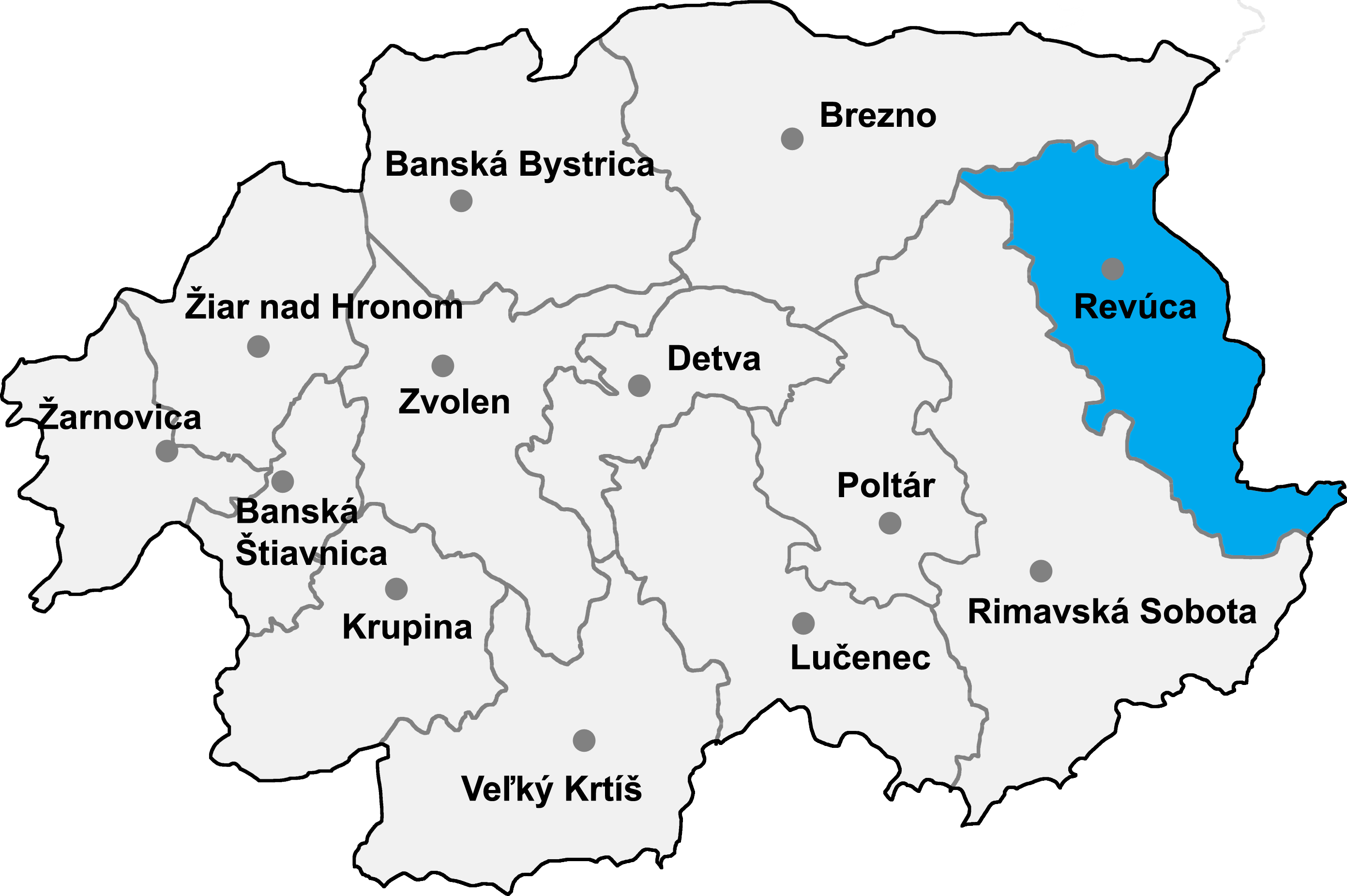

Im Okres Revúca bestehen 152 denkmalgeschützte Objekte. Die unten angeführte Liste führt zu den Gemeindelisten und gibt die Anzahl der Objekte an. In Gemeinden, die nicht verlinkt sind, existieren keine geschützten Objekte.
| Gemeindeliste                   | Objektanzahl |
| ------------------------------- | ------------ |
| Držkovce                        | 1            |
| Gemer                           | 3            |
| Gemerská Ves                    | 1            |
| Gemerské Teplice                | 2            |
| Gemerský Sad                    | 0            |
| Hrlica                          | 0            |
| Hucín                           | 3            |
| Chvalová                        | 0            |
| Chyžné                          | 9            |
| Jelšava (Eltsch)                | 18           |
| Kameňany                        | 7            |
| Leváre                          | 0            |
| Levkuška                        | 1            |
| Licince                         | 8            |
| Lubeník                         | 0            |
| Magnezitovce                    | 1            |
| Mokrá Lúka (Nassewiese)         | 3            |
| Muráň (Untermuran)              | 8            |
| Muránska Dlhá Lúka (Langewiese) | 1            |
| Muránska Huta                   | 2            |
| Muránska Lehota                 | 2            |
| Muránska Zdychava               | 17           |
| Nandraž                         | 1            |
| Otročok                         | 1            |
| Ploské                          | 1            |
| Polina                          | 0            |
| Prihradzany                     | 2            |
| Rákoš                           | 9            |
| Rašice                          | 1            |
| Ratková                         | 5            |
| Ratkovské Bystré                | 1            |
| Revúca (Großrauschenbach)       | 20           |
| Revúcka Lehota                  | 1            |
| Rybník (Reibnitz)               | 1            |
| Sása (Sachsa)                   | 0            |
| Sirk                            | 2            |
| Skerešovo                       | 4            |
| Šivetice (Suwetitz)             | 5            |
| Tornaľa                         | 10           |
| Turčok                          | 0            |
| Višňové                         | 0            |
| Žiar                            | 0            |